# Scorpaenopsis ramaraoi
Scorpaenopsis ramaraoi е вид лъчеперка от семейство Scorpaenidae. Видът не е застрашен от изчезване.

## Разпространение и местообитание
Разпространен е във Виетнам, Индонезия, Малайзия, Нова Каледония, Пакистан, Палау, Папуа Нова Гвинея, Провинции в КНР, Тайван, Тайланд, Филипини, Хонконг, Шри Ланка и Япония.
Обитава пясъчните дъна на морета и рифове. Среща се на дълбочина от 1 до 4,5 m, при температура на водата от 27,3 до 29 °C и соленост 30,2 – 34,3 ‰.

## Описание
На дължина достигат до 20,8 cm.